# São Pedro (São Pedro e Miquelão)

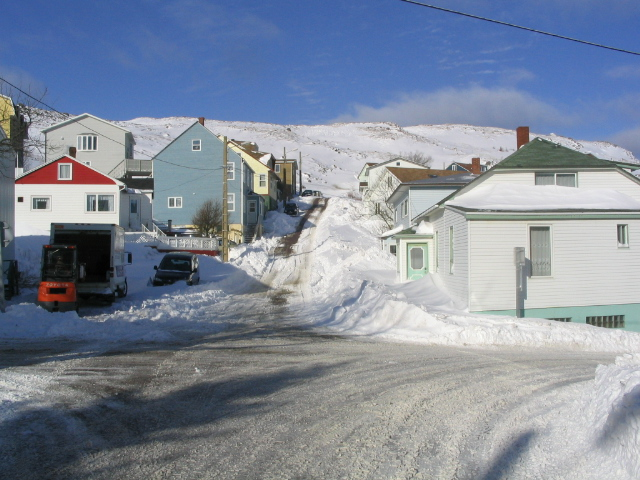
Neve em São Pedro

São Pedro (em francês: Saint-Pierre, nome também usado em português), é uma comuna (município) e capital da coletividade ultramarina francesa de São Pedro e Miquelão. Ela está localizada na ilha de São Pedro, no golfo de São Lourenço, perto da costa de Terra Nova (costa leste do Canadá). São Pedro é a mais povoada das duas comunas que compõem São Pedro e Miquelão.

## Geografia
A comuna de São Pedro é composta pela ilha de São Pedro propriamente dita e várias ilhas menores próximas, como a Ilha dos Marinheiros (Île aux Marins). Apesar de conter cerca de 90% dos habitantes de São Pedro e Miquelão, a comuna de São Pedro é consideravelmente menor que a comuna de Miquelão-Langlade, que fica a noroeste da ilha de Miquelão.

## História
Até 1945, existia uma terceira comuna em São Pedro e Miquelão: Ilha dos Marinheiros (Île aux Marins). A comuna da Ilha dos Marinheiros foi anexada pela comuna de São Pedro em 1945.

## Demografia
A população de São Pedro no censo local de 2006 era de 5.888, muitos dos quais são de origem basca, bretã, normanda ou acadiana. Todos os habitantes da comuna (município) vivem na ilha de São Pedro propriamente dito.

## Governo
A comuna é liderada por um prefeito e um conselho.